# Bastida Pancarana
Bastida Pancarana – miejscowość i gmina we Włoszech, w regionie Lombardia, w prowincji Pawia.
Według danych na rok 2004 gminę zamieszkiwały 894 osoby, 68,8 os./km².